# Робърт Олтър
Робърт Бърнард Олтър (на английски: Robert Bernard Alter, р. 2 април 1935, Ню Йорк) e американски професор по иврит и сравнително литературознание в Калифорнийския университет Бъркли, където преподава от 1967 г.

## Биография
Робърт Олтър получава бакалавърска степен по английски език и литература в Колумбийския университет (1957), а магистърската (1958) и докторската си степен по сравнително литературознание (1962) в Харвардския университет. Първият му професионален ангажимент е като автор на списание „Коментари“ (на английски: Commentary), където пише в течение на много години. Хоноруван преподавател (1962 – 64) и доцент по английска литература (1964 – 66) в Колумбийския университет в Ню Йорк. Доцент по английска литература (1967 – 69), професор по юдаистика и сравнително литературознание (1969 – 89), ръководител на департамента по сравнително литературознание (1970 – 72), Клас 1937 професор (от 1989 г.) и директор на центъра по юдаистика в Калифорнийския университет в Бъркли.

## Теми и творчество
Робърт Олтър цял живот се занимава с темата за еврейската литература и нейното присъствие в епохата на модерността, но също и с темата за дискриминацията на еврейството в европейската литература. Автор е на студии върху Франц Кафка, Валтер Бенямин, Гершом Шолем и Зигмунд Фройд. Интересува го творчеството на големите американски писатели – Сол Белоу, Джон Ъпдайк и Бърнард Меламъд, Норман Мейлър. Пише върху бащите на европейския модернизъм Томас Ман, Марсел Пруст и Джеймс Джойс. Вълнува го съвременната етично заострена поезия, каквато пише Чеслав Милош.
През 90-те години на ХХ век се захваща активно с нови поетични преводи на книгите на Библията.

## Признание и награди
- 1965 – Наградата за есе на Института по англицистика;
- 1966 – 67, 1979 – 80 – Стипендия на фондация „Гугенхайм“;
- 1972 – 73 – Старши сътрудник на Националния фонд за хуманитаристика (на английски: National Endowment for the Humanities);
- 1980 – 83 – Член на Центъра за академични изследвания в Йерусалим;
- 1982 – Националната награда за еврейска книга (на английски: National Jewish Book Award) – за Изкуството на библейското повествование;
- 1986 – Избран е за член на Американската академия на изкуствата и науките;
- 1987 – Наградата „Джоел Кевиър“ за религиозна мисъл – за Изкуството на библейската поезия;
- 1997 – Наградата за превод на Асоциацията на критиците от района на залива на Сан Франциско – за превода на Битие;
- 2004 – Награда „Корет“ за еврейска книга – за превода на Петокнижие;
- 2009 – Наградата „Робърт Кирш“ на в. „Лос Анджелис Таймс“ за цялостен принос към американската словесност;[16]
- 2010 – Doctor of Humanities, Йейлски университет;
- 2015 – Почетен доктор на Еврейския университет в Йерусалим.[17]

### Авторски книги
- Rogue's Progress: Studies in the Picaresque Novel (Развитието на мошеничеството: Студии върху пикаресковия роман), Cambridge, MA: Harvard University Press, 1964.
- Fielding and the Nature of the Novel (Филдинг и природата на романа), Cambridge, MA: Harvard University Press, 1968.
- After the Tradition: Essays on Modern Jewish Writing (След края на традицията: Есета върху съвременното еврейско писане), New York: Dutton, 1969.
- Partial Magic: The Novel as a Self-Conscious Genre (Частична магия: Романът като жанр на самопознанието), Berkeley: University of California Press, 1975.
- Defenses of the Imagination: Jewish Writers and Modern Historical Crisis (Защити на въображението: Еврейските писатели и модерната историческа криза), Philadelphia: Jewish Publication Society, 1978.
- A Lion for Love: A Critical Biography of Stendhal (Лъвът за любовта: Критическа биография на Стендал), Cambridge: Harvard University Press, 1979. (заедно със съпругата си Керъл Козман)
- The Art of Biblical Narrative (Изкуството на библейското повествование), New York: Basic Books, 1981.
- Motives for Fiction (Мотиви за художествена проза), Cambridge: Harvard University Press, 1984.
- The Art of Biblical Poetry (Изкуството на библейската поезия), New York: Basic Books, 1985.
- The Invention of Hebrew Prose: Modern Fiction and the Language of Realism (Изобретяването на прозата на иврит: Модерната художествена проза и езикът на реализма), Seattle: University of Washington Press, 1988.
- The Pleasures of Reading: In an Ideological Age (Удоволствията от четенето: В една идеологическа епоха), New York: Simon & Schuster, 1989.
- Necessary Angels: Tradition and Modernity in Kafka, Benjamin, and Scholem (Необходимите ангели: Традиция и модерност при Кафка, Бенямин и Шолем), Cambridge: Harvard University Press, 1991.
- The World of Biblical Literature (Светът на библейската литература), New York: Basic Books, 1992.
- Hebrew and Modernity (Иврит и модерността), Bloomington: Indiana University Press, 1994.
- Imagined Cities: Urban Experience and the Novel (Въображаеми градове: Урбанистичният опит и романът), Yale University Press, 2005.
- Pen of Iron: American Prose and the King James Bible (Писало от желязо: Американската проза и Библията на крал Джеймс), Princeton University Press, 2010.

### Редакция и съставителство
- Modern Hebrew Literature, New York: Behrman House, 1975. (съставител и автор на въведението и бележките)
- The Literary Guide to the Bible, Cambridge: Harvard University Press, 1987. (съсъставител заедно с Франк Кърмоуд)

### Преводи
- The David Story: A Translation with Commentary of 1 and 2 Samuel (Историята на Давид: Превод и коментари), W.W. Norton, 1999.
- The Five Books of Moses: A Translation with Commentary (Петокнижие: Превод и коментари), W.W. Norton, 2004.
- The Book of Psalms: A Translation with Commentary (Псалми: Превод и коментари), W.W. Norton, 2007.
- The Book of Genesis (Битие), превод на Робърт Олтър, илюстрации Р. Кръм, W.W. Norton, 2009.
- The Wisdom Books: Job, Proverbs, and Ecclesiastes: A Translation with Commentary (Мъдрите книги: Книга на Йов, Притчи Соломонови и Еклесиаст: Превод и коментари), W.W. Norton, 2010.